# Distrito de Radziejów
Radziejów (polaco: powiat radziejowski) es un distrito (powiat) del voivodato de Cuyavia y Pomerania (Polonia). Fue constituido el 1 de enero de 1999 como resultado de la reforma del gobierno local de Polonia aprobada el año anterior. Limita con otros cinco distritos: al noroeste con Inowrocław, al norte con Aleksandrów, al este con Włocławek y al sur con Koło y Konin; y está dividido en siete municipios (gmina): uno urbano (Radziejów), otro urbano-rural (Piotrków Kujawski) y cinco rurales (Bytoń, Dobre, Osięciny, Radziejów y Topólka). En 2011, según la Oficina Central de Estadística polaca, el distrito tenía una superficie de 607,2 km² y una población de 41 598 habitantes.